# قلعة تبه العليا
قرية قلعة تبه العليا (بالكردية: قەڵاتەپەی سەروو)‏ هي إحدى قرى ناحية قورة تو في قضاء خانقين ضمن الحدود الإدارية لمحافظة السليمانية لأنها ضمن مناطق إدارة كرميان في إقليم كردستان العراق.